# Stasimopus palpiger
Stasimopus palpiger là một loài nhện trong họ Ctenizidae. S. palpiger được miêu tả năm 1902 bởi Mary Agard Pocock.